# Report Psychologie
Report Psychologie ist die 1976 gegründete Fach- und Verbandszeitschrift des Berufsverbands Deutscher Psychologinnen und Psychologen e.V. (BDP). Sie erscheint aktuell (2019) 10 mal im Jahr im Deutschen Psychologen Verlag. 
Die Zeitschrift informiert über aktuelle Trends und Perspektiven der Psychologie und wendet sich an die in Praxis und Forschung tätige Kollegen unabhängig von ihrer fachlichen Ausrichtung. Die Inhalte sind Nachrichten, wissenschaftliche Artikel, Berichte und Interviews aus allen Anwendungsfeldern der Psychologie sowie Beiträge zur Psychotherapie und Rechtsprechung. (Test-)Rezensionen, Fort- und Weiterbildungsangebote, ein Stellenmarkt und Kleinanzeigen gehören zum Serviceangebot. 